# 法國-哈布斯堡對抗

卡洛斯一世/卡爾/查理五世統治下的哈布斯堡王朝領地（1519年）

1580年的西班牙帝國 (歐洲部分)

1581年西班牙吞併葡萄牙後之伊比利亞聯盟

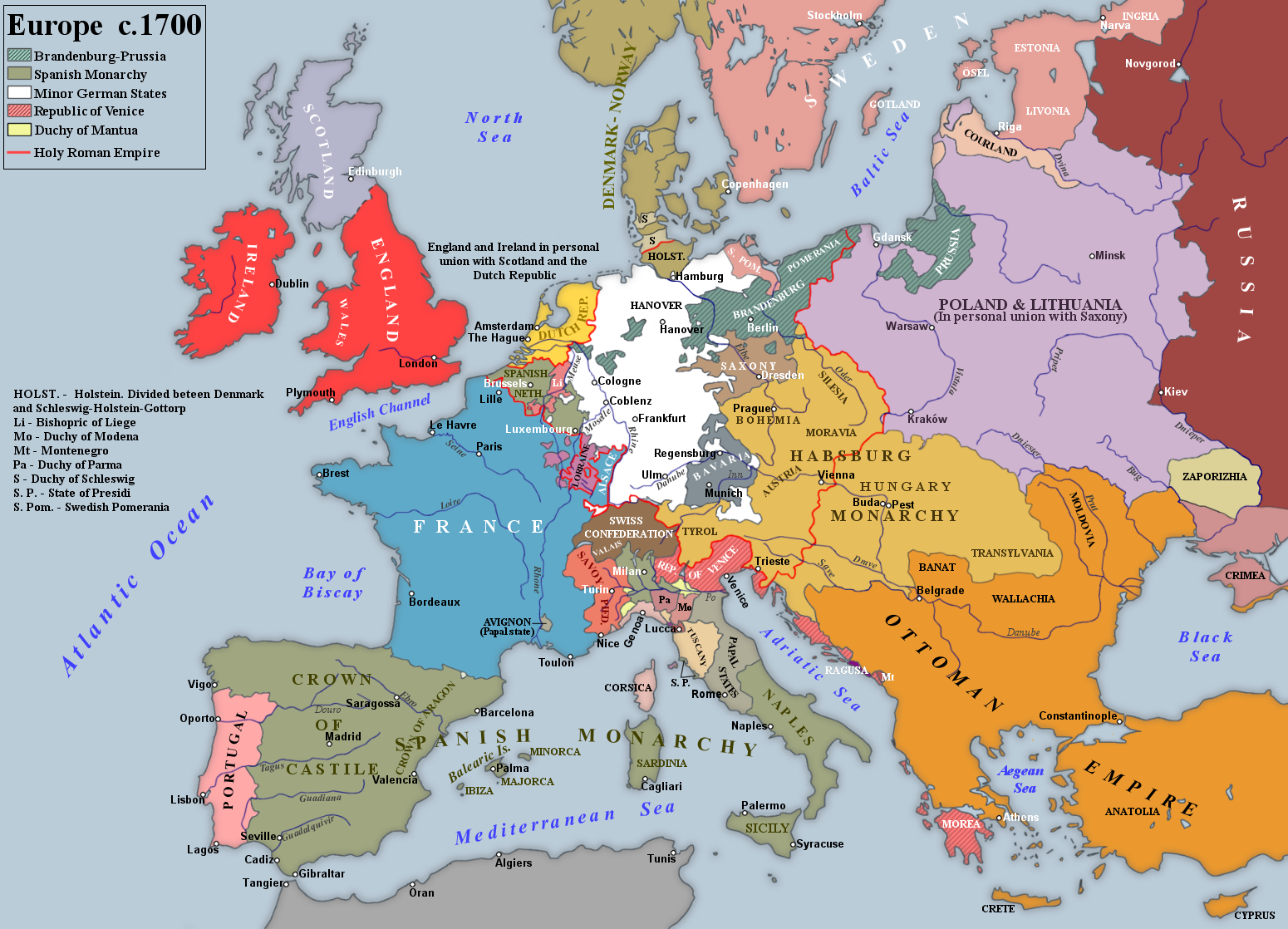
1697年《雷斯威克條約》簽訂後的歐洲

法國-哈布斯堡對抗（德語：Habsburgisch-französischer Gegensatz）指的是法蘭西王國与哈布斯堡王朝之间的對立和競爭。哈布斯堡王朝领导着一个扩张和不断发展的帝国，該王朝曾在不同時期統治了神圣罗马帝国、西班牙帝国和奥匈帝国，从中世纪盛期的奥格斯堡议会到第一次世界大战后的君主制解体期間一直是歐洲的主要力量之一。
除了拥有奥地利世袭領土外，哈布斯堡王朝还统治着低地国家（1482-1794）、西班牙（1504-1700）和神圣罗马帝国（1438-1806）。在皇帝查理五世的统治下，所有这些土地都是集中在了一個共主邦聯下。哈布斯堡王朝向西欧的扩张日益导致与法兰西王国的边界紧张，法兰西王国发现自己被哈布斯堡王朝的领土包围。這成為了随后两个大国之间数次冲突的起因，這些競爭包括英法战争（1066-1815）、勃艮第王位继承战争（1477-1482）、意大利战争（1494-1559）、八十年戰爭（1568-1648）、三十年战争（1618-1648）、九年战争（1688-1697），以及西班牙王位继承战争（1700-1713）、波兰王位继承战争（1733-1736）和奥地利王位继承战争（1740-1748）。